# 博隆
博隆（法語：Beaulon，法語發音：[bolɔ̃]）是法国阿列省的一个市镇，位于该省东北部，属于穆兰区。

## 地理
博隆（46°36'6"N, 3°40'23"E）面积63.98 平方千米，位于法国奥弗涅-罗讷-阿尔卑斯大区阿列省，该省份为法国中部省份，北起涅夫勒省、西北接谢尔省，西南至克勒兹省，南至多姆山省，东南临卢瓦尔省，东临索恩-卢瓦尔省。
与博隆接壤的市镇（或旧市镇、城区）包括：舍瓦涅、贝布尔河畔栋皮埃尔、昂日耶夫尔河畔加尔纳、帕赖勒弗雷西勒、阿科兰河畔蒂耶勒、波旁朗西、卢瓦尔河畔圣欧班。

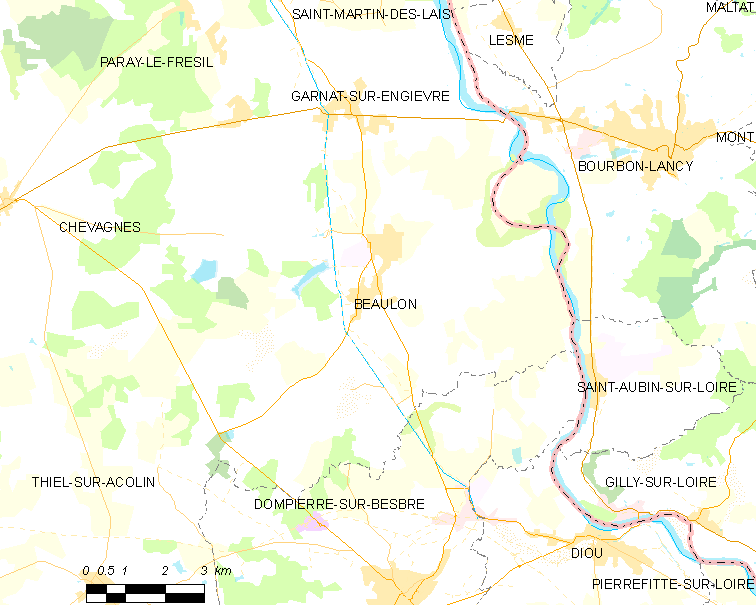
博隆的OSM定位图

博隆的时区为UTC+01:00、UTC+02:00（夏令时）。

## 行政
博隆的邮政编码为03230，INSEE市镇编码为03019。

## 政治
博隆所属的省级选区为贝布尔河畔栋皮埃尔县。

## 人口

1962-2008年间博隆人口变化图示

博隆于2022年1月1日时的人口数量为1640人。